# Витя Глушаков — друг апачей
«Витя Глушаков — друг апачей» — советский художественный фильм режиссёра Геральда Бежанова с Леонидом Куравлёвым в главной роли.

## Сюжет
Школьник Витя Глушаков увлекается книгами и фильмами об индейцах и пишет о них повесть. Увлекаясь, он переносится в свой вымышленный мир и защищает коренное население Северной Америки от безжалостных колонизаторов. В школе Витю донимает хулиган Петька Томилин, который называет Витю «четырёхглазым» за то, что тот носит очки. В отместку Витя вывел Томилина отрицательным персонажем своей повести под именем «Дубины Тома». 
Как-то раз Витя заплатил кондуктору автобуса штраф за безбилетного алкоголика Аркадия. Между школьником и одиноким человеком завязывается дружба. За драку с Томилиным отца Вити вызывают в школу. Однако вместо настоящего отца в школу является дядя Аркадий с подвыпившими дружками-грузчиками из магазина. Затем учитель труда, давний знакомый Аркадия, просит подменить его на уроке в школе за бутылку. Аркадий проводит урок и ставит Вите две «пятёрки». 
В результате ссоры Аркадий с теми же приятелями избивают отца Томилина, за что попадают в милицию, а затем в вытрезвитель. Из-за того, что Аркадий продолжает представляться отцом Вити, квитанция за услуги вытрезвителя приходит на место работы настоящему отцу Вити — учёному-кибернетику. Директор НИИ, в котором работает отец Вити, снисходительно относится к мнимому проступку учёного, считая, что такой светлой голове раз в жизни выпить — не грех. Аркадий, узнав об этом, уверяет Витю, что выплатит ему штраф за отца. 
Однажды Аркадий приходит домой к Вите и меняет конструкцию счётчика электроэнергии так, что тот начинает крутиться в обратную сторону. Через несколько дней инспектор из электроснабжающей организации обнаруживает подмену и выписывает очередной штраф родителям Вити. Однако Витя выгораживает своего приятеля, принимая вину за испорченный счётчик на себя. 
Тем временем Витя и его школьная подруга Нина Скворцова идут в кинотеатр на художественный фильм о жизни индейского племени апачей. Предваряющий фильм киножурнал рассказывает о вреде пьянства и последствиях злоупотребления алкоголем. Дети, поражённые увиденным, бегут к дяде Аркадию, которого находят в пункте сдачи стеклотары. Витя и Нина уговаривают Аркадия бросить пить. Аркадий обещает исправиться и начинает искать постоянную работу. За этим занятием его застаёт отец Томилина, бывший борец, который хочет поквитаться с пьяницей за тот случай, когда Аркадий с собутыльниками побили его. Тем не менее, Томилин-старший оказывается директором стадиона и устраивает Аркадия на работу, с условием, что тот бросит пить. 
В финальной сцене дети вместе с Аркадием стригут траву на стадионе газонокосилкой, напевая песню Аллы Пугачевой «Маэстро».

## В ролях
- Андрей Юрицын — Витя Глушаков
- Леонид Куравлёв — дядя Аркадий
- Екатерина Симонова — Нина Скворцова
- Владимир Лизунов — «дубина Том» — Петька Томилин
- Игорь Ясулович — Пётр Сергеевич Глушаков, отец Вити
- Евгения Сабельникова — мама Вити
- Галина Польских — Клавдия Матвеевна, мама Нины
- Михаил Кокшенов — Алексей Томилин, отец Петьки
- Виктор Ильичёв — Геннадий Степанович, учитель труда (озвучил Герман Качин)
- Роман Долгов — Коля Захаров
- Дмитрий Жучков — Игнат Медведев
- Лев Перфилов — грузчик

## Съёмочная группа
- Авторы сценария: Анатолий Эйрамджан, Геральд Бежанов
- Режиссёр: Геральд Бежанов
- Оператор-постановщик: Сергей Зайцев
- Художник-постановщик: Валентин Поляков
- Композитор: Владимир Рубашевский
- Мультипликация: Борис Дёжкин (в титрах не указан)[1]